# Brachymyrmex

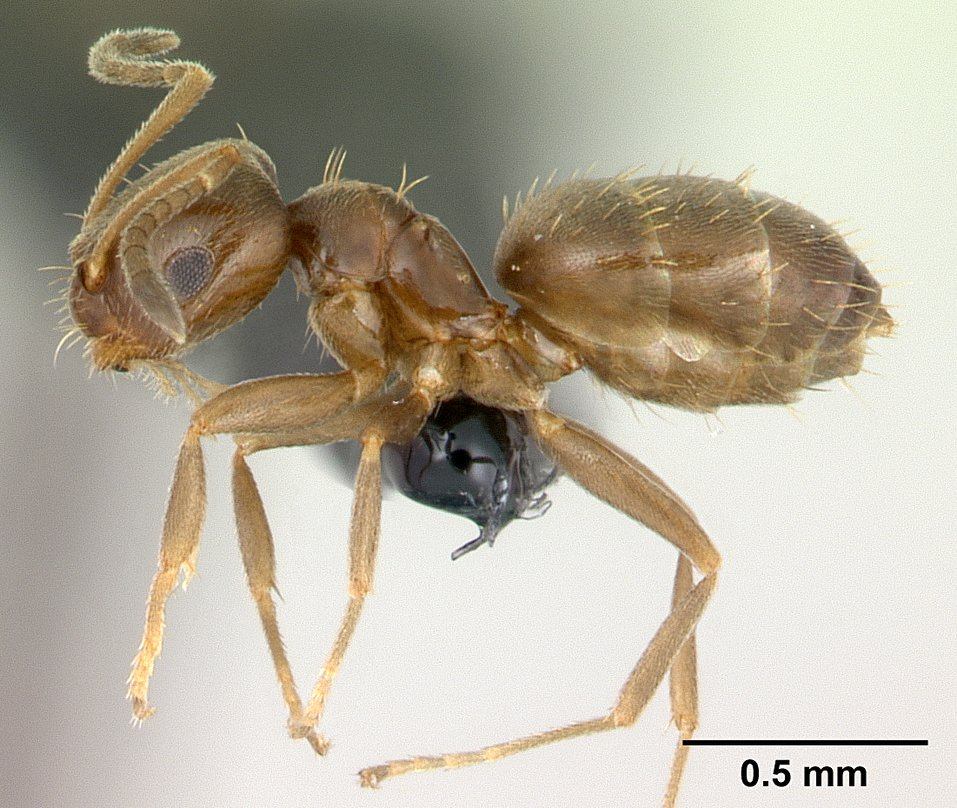
Муравей Brachymyrmex cordemoyi

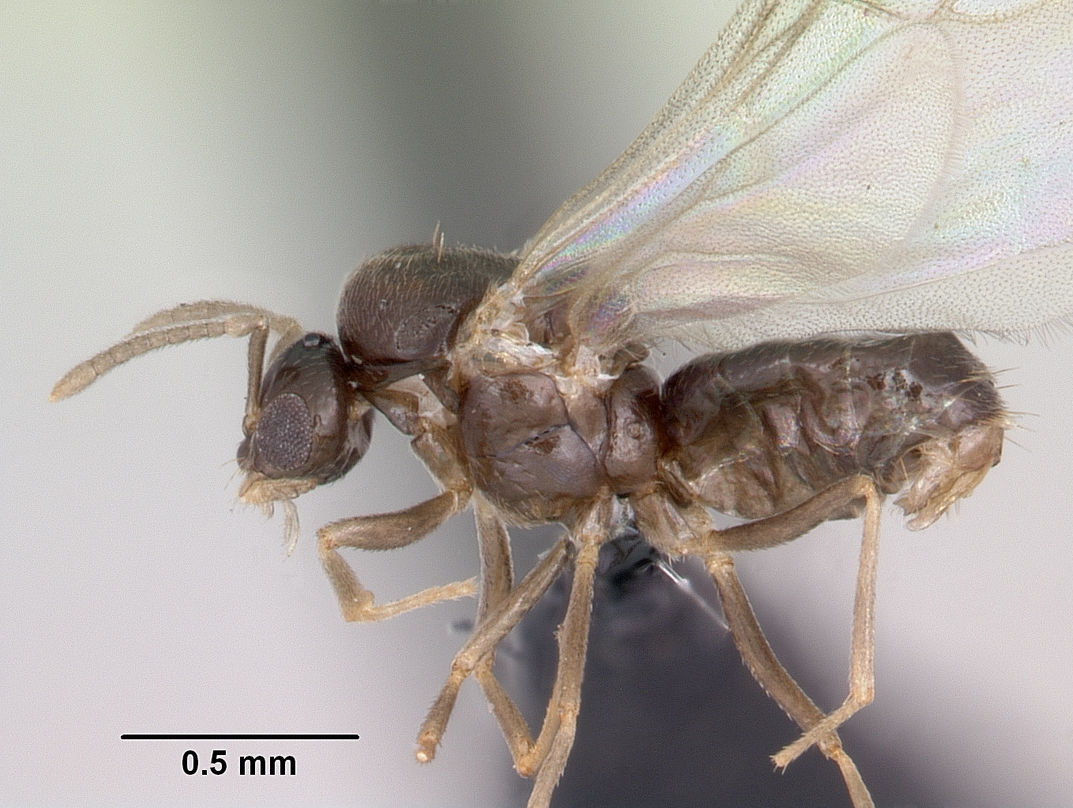
Самец Brachymyrmex cordemoyi

Brachymyrmex  (лат.) — род мелких муравьёв подсемейства Формицины. Около 40 видов. Неотропика.

## Описание
Мелкие муравьи (рабочие и самцы длиной 2—3 мм, самки вдвое крупнее) желтовато-бурой окраски (некоторые до чёрного). Усики 9-члениковые (булава отсутствует). Жала нет. Муравейники устраивают в растительных остатках, под эпифитами, в подстилочном слое тропических лесов Нового Света. Используют насекомых, сосущих соки растений (Coccoidea). Некоторые виды стали инвазивными и расселились по всему свету (Brachymyrmex depilis, Brachymyrmex musculus, Brachymyrmex patagonicus).

## Систематика
Около 40 видов и 17 подвидов, главным образом, в тропиках Южной Америки. В разные годы мирмекологи включали род Brachymyrmex в трибы Plagiolepidini, Myrmelachistini, или выделяли в самостоятельную трибу Brachymyrmecini, в составе подсемейства Formicinae. Brachymyrmex более близок к родам Cladomyrma и Myrmelachista (Bolton, 2003). Род был выделен в 1868 году австрийским мирмекологом Густавом Майром (Gustav L. Mayr; 1830—1908) на основании типового вида Brachymyrmex patagonicus.
- Brachymyrmex admotus Mayr, 1887
- Brachymyrmex antennatus Santschi, 1929
- Brachymyrmex australis Forel, 1901
- Brachymyrmex bahamensis Ortiz-Sepulveda, Van Bocxlaer, Meneses & Fernández, 2019[6]
- Brachymyrmex brevicornis Emery, 1906
- Brachymyrmex brevicornoeides Forel, 1914
- Brachymyrmex bruchi Forel, 1912
- Brachymyrmex cavernicola Wheeler, 1938
- Brachymyrmex coactus Mayr, 1887
- Brachymyrmex constrictus Santschi, 1923
- Brachymyrmex cordemoyi Forel, 1895
- Brachymyrmex degener Emery, 1906
- Brachymyrmex depilis Emery, 1893
- Brachymyrmex donisthorpei Santschi, 1939
- Brachymyrmex fiebrigi Forel, 1908
- Brachymyrmex flavidulus (Roger, 1863)
- Brachymyrmex gagates Wheeler, 1934
- Brachymyrmex gaucho Santschi, 1917
- Brachymyrmex giardi Emery, 1895
- Brachymyrmex goeldii Forel, 1912
- Brachymyrmex heeri Forel, 1874
- Brachymyrmex incisus Forel, 1912
- Brachymyrmex laevis Emery, 1895
- Brachymyrmex longicornis Forel, 1907
- Brachymyrmex luederwaldti Santschi, 1923
- Brachymyrmex melensis Zolessi, Abenante & Gonzalez, 1978
- Brachymyrmex micromegas Emery, 1923
- Brachymyrmex minutus Forel, 1893
- Brachymyrmex modestus Santschi, 1923
- Brachymyrmex musculus Forel, 1899
- Brachymyrmex myops Emery, 1906
- Brachymyrmex obscurior Forel, 1893
- Brachymyrmex oculatus Santschi, 1919
- Brachymyrmex patagonicus Mayr, 1868
- Brachymyrmex physogaster Kusnezov, 1960
- Brachymyrmex pictus Mayr, 1887
- Brachymyrmex pilipes Mayr, 1887
- Brachymyrmex santschii Menozzi, 1927
- Brachymyrmex tristis Mayr, 1870